# Kashim Shettima
Kashim Shettima Mustapha (Maiduguri, 2 de septiembre de 1966) es un banquero y político nigeriano, Vicepresidente de Nigeria, bajo la presidencia de Bola Tinubu. Se ha desempeñado como Senador por Borno Central desde 2019. Anteriormente se desempeñó como gobernador del estado de Borno de 2011 a 2019.

## Biografía
Kashim Shettima se graduó de la Universidad de Maiduguri y la Universidad de Ibadan. Después de la escuela, ingresó a los negocios y la banca, y finalmente ascendió para ocupar varios puestos ejecutivos de alto rango en los bancos. A mediados de la década de 2000, Shettima era gerente de la oficina de Maiduguri de Zenith Bank antes de dejar el puesto para ingresar al gabinete estatal del gobernador Ali Modu Sheriff en 2007. Luego de cuatro años en el gabinete, fue elegido gobernador en 2011 y reelegido por un margen más amplio en 2015; su mandato estuvo dominado por la letal insurgencia de Boko Haram. Shettima fue elegido posteriormente para el Senado. A pesar de haber sido nominado nuevamente para el Senado en 2023, se retiró de la nominación para convertirse en compañero de fórmula de Tinubu. Kaka-Shehu Lawan lo reemplazó como candidato al Senado.